# 高艺
高艺（英語：Koe Yeet，1992年1月17日—），童星出身的马来西亚女艺人兼大律师，因在电影《老师嫁老大》中饰演“复仇少女”而为人熟知。此外，她也是马来西亚演艺圈中首位获得律师执业资格的艺人。2021年凭借《剃头刀-阿签传奇》中“温阿签”一角击败中国演员赵今麦，获第26届釜山国际电影节之第3届亚洲内容大奖最佳女新人奖。2021年，因参演《灵魂摆渡·南洋传说》而为人熟知。

## 影视作品

### 电视剧
| 年份   | 剧名              | 角色   | 性质       |
| 2008年 | 声空感应          | 唐晓芬 | 单元女主角 |
| 2010年 | 声空感应II        | 阿葵   | 单元女主角 |
| 2012年 | 半边天            | 安娜   |            |
| 2013年 | 说谎者            |        | 单元女主角 |
| 2019年 | 开餐吧！吃货小妹  | 李萱   | 第二女主角 |
| 2020年 | 剃头刀-阿签传奇   | 温阿签 | 女主角     |
| 2021年 | 灵魂摆渡·南洋传说 | 安美   | 单元女主角 |
| 2023年 | 剃头刀-星光再现   | 温阿签 | 女主角     |